# BNP Paribas
BNP Paribas é um dos maiores bancos da Europa com presença em 75 países. Foi criado em 23 de maio de 2000 por meio da fusão do Banco Nacional de Paris com o Paribas. Juntamente com o Sociedade Geral e o Crédit Agricole, é um dos três grandes bancos franceses. Está listado como First Market na bolsa de valores francesa Euronext Paris e faz parte do índice bolsista que reúne as 40 maiores empresas cotadas, o CAC 40. Mantém uma agência de negócios no Brasil.
O banco serve mais de 30 milhões de clientes entre suas redes bancárias e nos quatro mercados internos França, Bélgica, Itália e Luxemburgo, através de diversas marcas como BNL, BGL BNP Paribas ou BNP Paribas Fortis. O banco também opera na região Mediterrânea e no oeste dos Estados Unidos.
O BNP Paribas é a marca de maior valor na França. Seu valor de marca foi de EUR 15.5 bilhões em 2015.
Em 2016, ocupou a 24ª posição no ranking das 50 maiores empresas do mundo pela Forbes. Foi o banco líder na Zona Euro em 2017, ocupando a 2ª posição no ranking internacional.
Em 2022, a empresa figurou na 123ª posição no ranking das 500 maiores empresas do mundo, da Fortune.
Em 2023,  a empresa atingiu um lucro de 1.400 milhões de euros mais 4% que o ano anterior.
- BNP Paribas Cardif
- Paribas